# 三井デザインテック
三井デザインテック株式会社（みついでざいんてっく）は、空間デザインと内装施工、マンション・戸建住宅などのリフォーム、事業用建物のコンバージョン・リニューアル事業、インテリア販売事業を行う日本の会社。

## 概要
1980年4月に三井不動産グループ・三井ホームの子会社・三井ホームインテリア株式会社として設立された。現社名への商号変更は1989年4月である。
前述の通り三井ホームの子会社として設立されたが、2019年4月1日付で、三井ホームからその親会社である三井不動産へ株式が異動しており、現在は同社の連結子会社である。メインバンクは三井住友銀行である。社名や親会社及び取引銀行からわかるように三井グループの一員で、三井グループ各社の中核企業が加盟する親睦会である月曜会にも加盟している。
2020年10月1日に同種の事業を展開していた三井不動産リフォーム株式会社（当社と同様に三井ホーム子会社から三井不動産直系に異動）と統合し、新生「三井デザインテック株式会社」として再起動した。
売上高は2015年3月期で282億53百万円、2016年3月期で309億85百万円、2017年3月期で327億49百万円、2018年3月期で334億8百万円、2019年3月期で384億71百万円、2020年3月期は402億47百万円である。当期純利益は2015年3月期で5億89百万円、2016年3月期で8億29百万円、2017年3月期で5億53百万円、2018年3月期で7億48百万円、2019年3月期で14億66百万円、2020年3月期は17億72百万円である。

## 事業所
- 東京都千代田区霞が関3丁目
- 東京都中央区日本橋室町4丁目
- 東京都中央区銀座8丁目
- 東京都中央区銀座6-17-1　銀座6丁目-SQUARE（本社）
- 東京都港区赤坂9丁目
- 東京都新宿区西新宿2丁目
- 東京都渋谷区神宮前5-53-67　コスモス青山WEST2F（LIVELABO東京）
- 東京都新宿区西新宿2-1-1　新宿三井ビル35F（新宿コンサルティングサロン）
- 神奈川県横浜市西区高島1丁目
- 神奈川県横浜市西区高島1-1-2　横浜三井ビル27F（横浜コンサルティングサロン）
- 埼玉県さいたま市中央区新都心4-15 Mioxフジコー2F（さいたまコンサルティングサロン）
- 千葉県船橋市浜町2丁目
- 愛知県名古屋市西区牛島町6丁目
- 愛知県名古屋市中区新栄町2-9　スカイオアシス栄6F（名古屋コンサルティングサロン）
- 大阪府大阪市中央区備後町4-1-3　御堂筋三井ビル8F（LIVELABO大阪）
- 京都府京都市下京区四条通烏丸東入ル長刀鉾町8　京都三井ビルディング5F（京都コンサルティングサロン）
- 福岡県福岡市博多区博多駅前1丁目

## 加盟する団体
- 公益社団法人インテリア産業協会
- 公益社団法人日本インテリアデザイナー協会
- 東京商工会議所
- 東京室内装飾事業協同組合